# Pseudodiploria
Pseudodiploria es un género de corales duros o formadores de arrecife (también conocidos como corales hermatípicos o madreporarios), que pertenece a la familia Mussidae y al orden Scleractinia. El género Pseudodiploria fue acuñado en 2012. Previo a ello las dos especies que pertenecen al mismo, eran parte del género Diploria.

## Especies
El Registro Mundial de Especies Marinas reconoce las siguientes especies:
- Pseudodiploria clivosa (Ellis & Solander, 1786)
- Pseudodiploria strigosa (Dana, 1846)

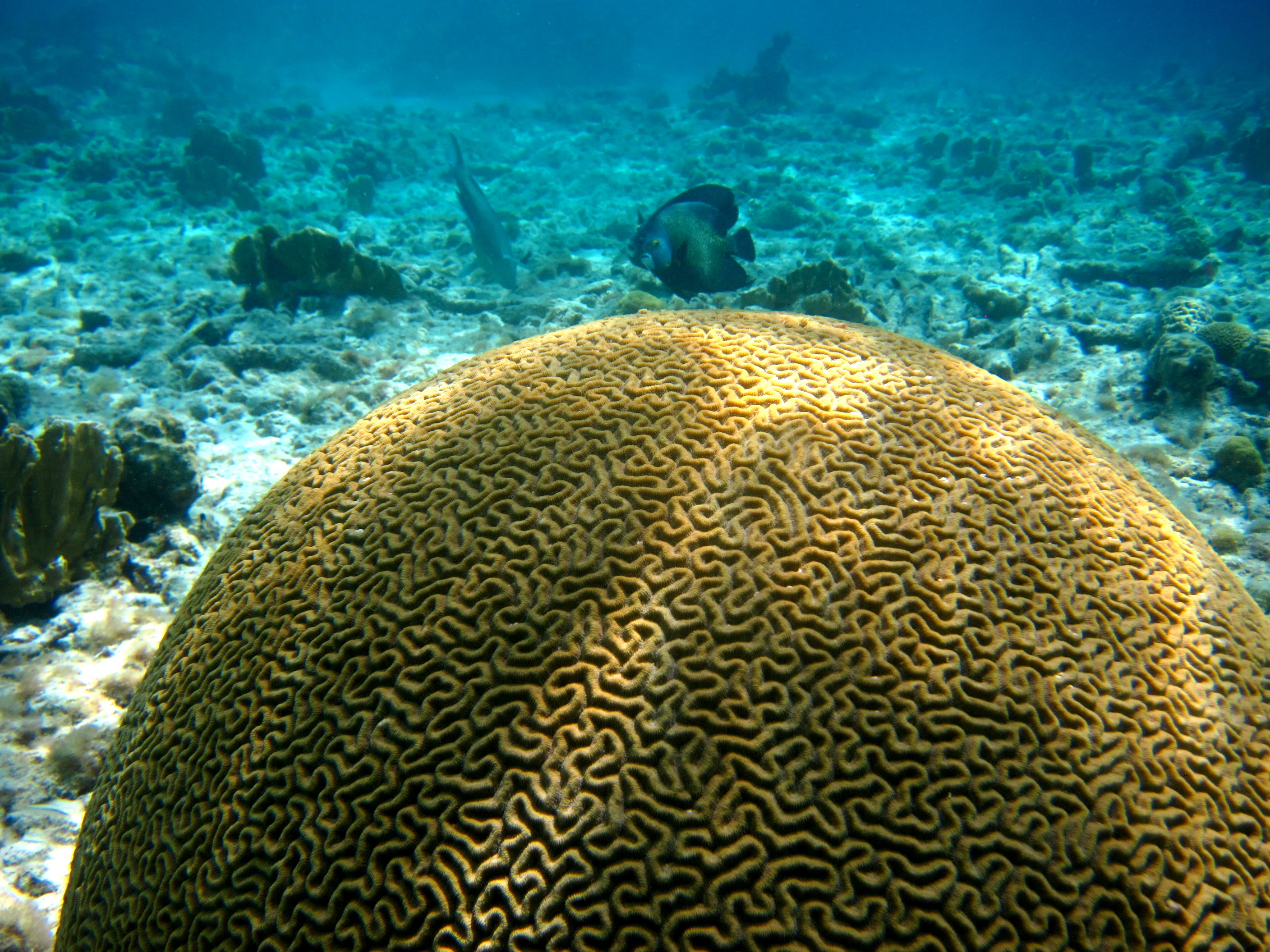
Coral Pseudodiploria strigosa

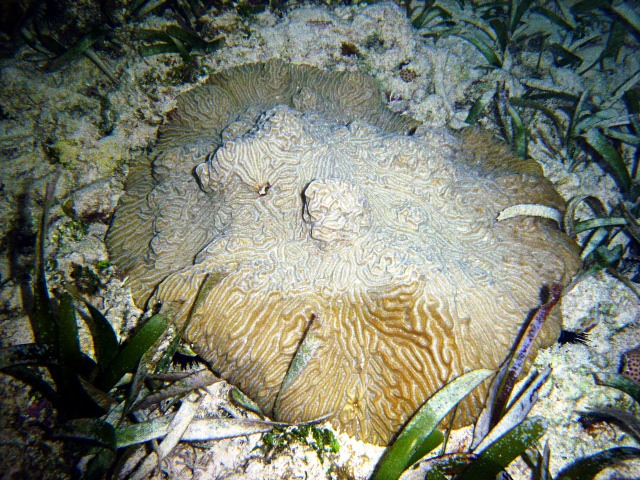
Coral Pseudodiploria clivosa

## Biología de la especie
Los corales del género Pseudodiploria tienen forma meandroide. Sus colonias pueden presentar forma masiva o encostrante. Se distribuye geográficamente en el Atlántico Occidental, particularmente en el Caribe, el Golfo de México, Florida, Las Bahamas y Bermuda. Su forma de reproducción es sexual, a través del desove masivo. Dicho desove ocurre una vez al año, regularmente una semana después de la luna llena de agosto o septiembre.